# Château de Beaurepaire-en-Bresse
Le château de Beaurepaire est situé sur la commune de Beaurepaire-en-Bresse en Saône-et-Loire.

## Description
Le château se présente sous la forme d'un long corps de logis de plan rectangulaire. Un pont de pierre donne accès à un passage aménagé dans un pavillon. À l'angle sud-ouest, un gros pavillon correspond peut-être à la tour de la maison forte. Clos de murs, le vaste parc a été transformé en pâtures. Le château, tel qu'il est aujourd'hui, a été construit sur les caves d'une forteresse médiévale. Il est entouré de fossés et l'on y accède par un pont dormant.
Le château, propriété privée, ne se visite pas. Il fait l’objet d’une inscription au titre des monuments historiques depuis le 3 octobre 1997. Cette inscription concerne le château et ses dépendances, les fossés et le pont-dormant ainsi que la petite chapelle à décor de gypseries et lambris moulurés et sculptés.

## Historique
- 1275 : le premier propriétaire connu de la maison forte est Hugues (IV) d'Antigny.
- Fin du XIIIe siècle : elle passe à Hugues V de Vienne et, après lui, à d'autres membres de la famille de Vienne (cf. Ste-Croix).
- XVe siècle : le château passe à la famille de Beaurepaire.
- Milieu du XVe siècle : le château est peut-être rebâti par Thibaud de Beaurepaire.
- 1503 : Jean de Beaurepaire déclare posséder la terre en franc-alleu.
- début du XXIe siècle :le comte Paul-Ivan Lefebvre de Saint-Germain, (fils d'Odile de Beaurepaire), et son épouse, Anne de Raguenel de Montmorel, reprennent la propriété.
- 2000-2009 : De nombreux travaux de restauration sont exécutés (la tour, la chapelle, les salons). Le château continue à faire  la fierté du village.